# Urva edwardsii
Urva edwardsii (мангуста індійська сіра) — рід ссавців, представник ряду хижих із родини мангустових. Знаходиться з Саудівської Аравії, Бахрейні, Кувейті, Ірані, Афганістані, Пакистані, Індії, Шрі-Ланці, Непалі, Індонезії, був введений в Японію. Зустрічається на островах Рюкю і Маврикій. Діапазон висот: від 0 до приблизно 2500 м над рівнем моря. Записаний у порушених місцях проживання, в сухих вторинних лісах, чагарникових лісах, часто реєструються поблизу людських поселень, був помічений поруч із сміттєвими баками, сміттєвими звалищами.

## Етимологія
Вид названий на честь британського ілюстратора, орнітолога, натураліста Джорджа Едвардса (англ. George Edwards, 1697-1773).

## Поведінка
Живиться комахами та зміями.

## Загрози та охорона
Немає серйозних загроз в межах діапазону. Його часто полоняють і продають як домашню тварину. М'ясо вживається кількома племенами; волосся використовується для виготовлення пензликів для гоління, пензлів і амулетів удачі. У центральній частині Індії люди вважають мангусту священною, а тому не вбивають його. Цей вид присутній в багатьох охоронних районах.